# Chloe Bennet
Chloe Bennet (nacida Chloe Wang el 18 de abril de 1992) es una actriz y cantante estadounidense. Es conocida por interpretar a la superheroína Daisy Johnson/Quake del Universo Cinematográfico de Marvel en la serie de la ABC, Agents of S.H.I.E.L.D..

## Primeros años
Bennet nació el 18 de abril de 1992, en Chicago, Illinois, hija de Stephanie y Bennet Wang. Su padre es chino y su madre caucásica. A los 15 años, se mudó a China para seguir una carrera como cantante. Cambió su nombre a «Chloe Bennet» después de que un productor le dijera que era "demasiado asiática para el papel principal". Bennet vio que tener un apellido de ascendencia china perjudicaría su trabajo, ya que esta no era la primera vez que tenía problemas reservando actuaciones. Para seguir haciendo honor al nombre de su padre, adoptó el apellido «Bennet»

## Carrera
Mientras estaba en China, Bennet estudió mandarín en Shanghái y en Pekín. Ella lanzó su sencillo debut «Uh Oh» en inglés y mandarín, seguido por «Every Day In Between» exclusivamente en inglés. Luego se mudó a Los Ángeles, California, con su primera aparición en pantalla siendo como anfitriona de un breve serie de baile de verano de TeenNick The Nightlife. En 2011 apareció en el video musical «Tonight», de la banda pop surcoreana Big Bang.
Del 2012 al 2013 Bennet interpretó un papel de apoyo recurrente en la serie dramática de ABC Nashville como Hailey. En diciembre de 2012, Bennet fue elegida como una regular en la serie de ABC Agents of S.H.I.E.L.D., que se estrenó el 24 de septiembre de 2013, donde interpretó a Skye / Daisy Johnson hasta el final de la serie en 2020.
En marzo de 2021, fue elegida para interpretar a Blossom en la serie de imagen real basada en The Powerpuff Girls que preparaba CW, junto a Dove Cameron como Bubbles y Yana Perrault como Buttercup. Sin embargo, tras la decisión de volver a rodar el episodio piloto y los posteriores conflictos de agenda, Bennet abandonó el proyecto en agosto de 2021.

## Vida personal

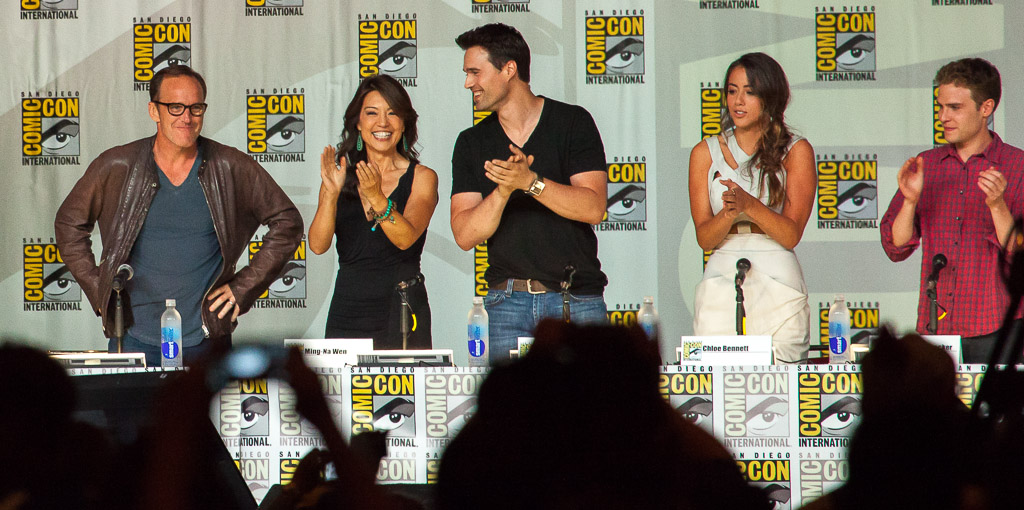
Chloe Bennet junto con los agentes de S.H.I.E.L.D en 2013.

Bennet tuvo una relación con el actor Austin Nichols desde fines de 2013, los dos habiéndose conocido cuando Nichols fue elegido para interpretar a su interés amoroso en un episodio de Agents of S.H.I.E.L.D. A raíz de la publicación de fotos comprometedoras de la actriz con el youtuber Logan Paul se hizo pública la ruptura entre Bennet y Nichols. Mantuvo una relación con Logan Paul por unos meses pero ambos se separaron para centrarse en sus carreras profesionales individuales.

## Filmografía

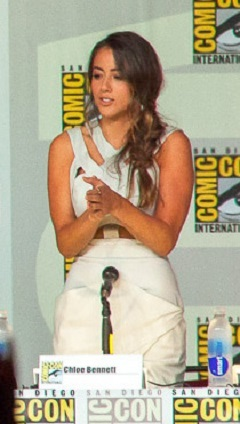
Chloe Bennet en la Convención Internacional de Cómics de San Diego en 2013.

### Cine
| Año  | Título                                       | Personaje             | Notas        |
| ---- | -------------------------------------------- | --------------------- | ------------ |
| 2014 | Nostradamus                                  | Lane Fisher           | Cortometraje |
| 2015 | Tinker Bell and the Legend of the NeverBeast | Chase                 | Voz          |
| 2018 | Marvel Rising: Secret Warriors               | Daisy Johnson / Quake | Voz          |
| 2019 | Abominable                                   | Yi                    | Voz          |
| 2020 | Valley Girl                                  | Karen                 |              |
| 2020 | 5 Years Apart                                | Emma                  |              |

### Televisión
| Año     | Título                            | Personaje                          | Notas                           |
| ------- | --------------------------------- | ---------------------------------- | ------------------------------- |
| 2012    | Intercept                         | Tess                               | Fallido piloto de ABC Family    |
| 2012–13 | Nashville                         | Hailey                             | 7 episodios                     |
| 2013–20 | Agents of S.H.I.E.L.D.            | Daisy "Skye" Johnson / Quake       | Elenco principal, 136 episodios |
| 2016    | Agents of S.H.I.E.L.D.: Slingshot | Daisy "Skye" Johnson / Quake       | 3 episodios                     |
| 2018    | Marvel Rising: Initiation         | Daisy "Skye" Johnson / Quake (voz) | Voz                             |
| 2019    | Marvel Rising: Heart of Iron      | Daisy "Skye" Johnson / Quake (voz) | Especial de televisión          |
| 2019    | Marvel Rising: Chasing Ghosts     | Daisy "Skye" Johnson / Quake (voz) | Especial de televisión          |

## Discografía

### Sencillos
- «Uh Oh» (versión en inglés) (2011)
- «Uh Oh» (versión en chino) (2011)
- «Every Day in Between»[17] (2011)